# ميكاليس تشاتزيس
ميكاليس تشاتزيس (باليونانية: Μιχάλης Χατζής)‏ هو لاعب كرة قدم يوناني في مركز الوسط، ولد في 4 سبتمبر 1978 في أثينا في اليونان. لعب مع نادي أبولون سميرني ونادي إيغاليو لكرة القدم ونادي كافالا ويونيكوس.